# Pogonorhinella madagascariensis
Pogonorhinella madagascariensis är en insektsart som beskrevs av Schmidt 1910. Pogonorhinella madagascariensis ingår i släktet Pogonorhinella och familjen spottstritar. Inga underarter finns listade i Catalogue of Life.